# ييرو مانتيرانتا

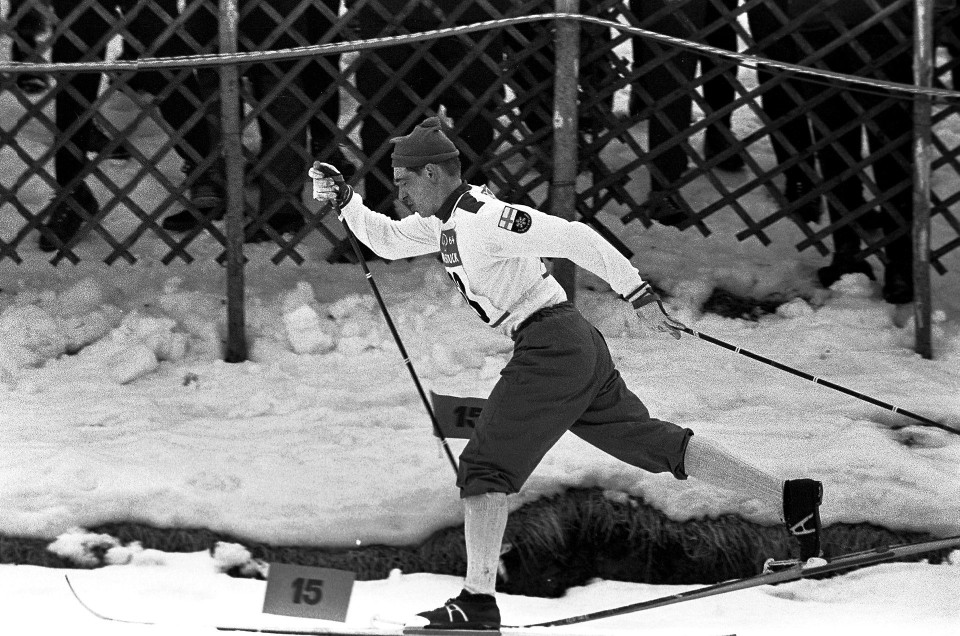
ييرو مانتيرانتا

ييرو مانتيرانتا (Eero Mäntyranta) هو لاعب أولمبي لرياضة تزلج ريفي من فنلندا. شارك في الأولمبياد الشتوي في 1960–1968، وفاز بما مجموعه 7 ميداليات.

## الميداليات
| ذهب | فضة | برونز | المجموع |
| 3   | 2   | 2     | 7       |

## روابط خارجية
- ييرو مانتيرانتا على موقع الاتحاد الدولي للتزلج (التزلج الريفي) (الإنجليزية)
- ييرو مانتيرانتا على موقع اللجنة الأولمبية الدولية (الإنجليزية)
- ييرو مانتيرانتا على موقع أوليمبيديا (الإنجليزية)